# Odcinek Kordonowy „Wilno”
Odcinek Kordonowy „Wilno” – struktura terytorialna wojsk etapowych w okresie II Rzeczypospolitej.

## Formowanie i zmiany organizacyjne
W ramach Kordonu Granicznego Naczelnego Dowództwa Wojska Polskiego, w 1921 powołane zostało Dowództwo Odcinka Kordonowego „Wilno”. Siedzibą dowództwa były koszary bernardyńskie w Wilnie. Do dyspozycji dowódcy OK przydzielony został 26 szwadron żandarmerii polowej. W początkowym okresie istnienia Odcinka jego obsadę stanowiły jednostki liniowe rozmieszczone wzdłuż linii kordonowej. Dopiero na początku czerwca 1921 na odcinek kordonowy zostały przesunięty I Litewsko-białoruski batalion etapowy.
W okresie od 22 do 29 października 1921 zmienione zostały zasady podległości oraz organizacja odcinka kordonowego „Wilno". Pod względem taktycznym dowództwo odcinka oraz podległe mu jednostki etapowe podlegać miały rozkazom III Brygady Jazdy, a pod względem organizacyjnym i materiałowym  dowództwu Wojsk Litwy Środkowej.
6 sierpnia 1922 zlikwidowane zostało Dowództwo Odcinka Kordonowego „Wilno”, a nadzór nad jednostkami na litewskim odcinku granicy przejął Inspektorat Batalionów Celnych, utworzony przy Delegacie Rządu w Wilnie.

## Obsada personalna
Dowódcy odcinka kordonowego
- płk piech. Stefan Jankowski[2] (do XI 1922 → Rezerwa Oficerów Sztabowych DOK III[5])

Zastępcy dowódcy odcinka
- kpt. Ignacy Lewandowski[2]

## Struktura organizacyjna
- dowództwo odcinka kordonowego w Wilnie[6] 
  - pododcinek kordonowy nr 1 − Niemenczyn[a]
  - pododcinek kordonowy nr 2 − Mejszagoła[b]
  - pododcinek kordonowy nr 3 − Nowe Troki[c]
  - pododcinek kordonowy nr 4 − Olkieniki[d]